# Roger Quilliot
Roger Quilliot (ur. 19 czerwca 1925 w Hermaville, zm. 17 lipca 1998 w Clermont-Ferrand) – francuski polityk, nauczyciel i samorządowiec, senator, deputowany, minister.

## Życiorys
Uzyskał agrégation z gramatyki. Pracował jako nauczyciel w szkołach średnich, następnie jako nauczyciel akademicki na wydziale literaturoznawstwa w Clermont-Ferrand. Autor licznych publikacji, w tym eseju La Mer et les Prisons z 1956, który poświęcił twórczości Alberta Camusa.
W drugiej połowie lat 40. krótko należał do Rassemblement démocratique révolutionnaire, w którym działał m.in. Jean-Paul Sartre. W 1950 wstąpił do Francuskiej Sekcji Międzynarodówki Robotniczej, w połowie lat 50. deklarował się jako zwolennik porozumienia z komunistami. Należał do komitetu sterującego SFIO (1963–1969), w 1965 został zastępcą członka komitetu wykonawczego lewicowej federacji FGDS. Wraz z tym ugrupowaniem współtworzył Partię Socjalistyczną, w latach 1969–1971 i 1977–1979 należał do jej kierownictwa.
Działał w samorządzie, w 1954 wybrano go na radnego w Angers. W 1971 został jednym z zastępców burmistrza Clermont-Ferrand, latach 1973–1997 zajmował stanowisko merem tej miejscowości. W latach 1973–1979 i 1985–1989 wchodził w skład rady departamentu. Pełnił funkcję przewodniczącego zrzeszenia merów dużych miast AMGVF (1977–1983).
Od września do października 1981, od września 1983 do kwietnia 1986 i od września 1986 do lipca 1998 zasiadał w Senacie, reprezentując departament Puy-de-Dôme. Od maja 1981 do czerwca 1981 był ministrem mieszkalnictwa w pierwszym rządzie Pierre’a Mauroy. Od czerwca 1981 do października 1983 pełnił funkcję ministra urbanizacji i mieszkalnictwa w drugim i trzecim gabinecie tegoż premiera. W 1986 przez kilka miesięcy wykonywał mandat deputowanego do Zgromadzenia Narodowego V Republiki VIII kadencji.
Zmarł śmiercią samobójczą.